# 蕭維楧
蕭維楧，生卒不詳，湖廣省武昌府江夏縣（今湖北省武漢市）人，清朝政治人物。

## 生平
順治六年（1649年），登己丑科進士三甲二八六名。任直隸省真定府冀州棗強縣知縣。